# سيرسا (مدينة)
سيسرا هي مدينة هندية تقع في ولاية هاريانا،يبلغ عدد سكانها 182،534 نسمة.